# Budislav (kraj południowoczeski)
Budislav – wieś i gmina w Czechach, w powiecie Tabor, w kraju południowoczeskim. Według danych z dnia 1 stycznia 2013 liczyła 372 mieszkańców.